# Deersville
Deersville és una vila dels Estats Units a l'estat d'Ohio. Segons el cens del 2000 tenia 82 habitants.

## Demografia
Segons el cens del 2000, Deersville tenia 82 habitants, 39 habitatges, i 24 famílies. La densitat de població era de 90,5 habitants/km².
Dels 39 habitatges en un 23,1% hi vivien nens de menys de 18 anys, en un 53,8% hi vivien parelles casades, en un 10,3% dones solteres, i en un 35,9% no eren unitats familiars. En el 28,2% dels habitatges hi vivien persones soles el 12,8% de les quals corresponia a persones de 65 anys o més que vivien soles. El nombre mitjà de persones vivint en cada habitatge era de 2,1 i el nombre mitjà de persones que vivien en cada família era de 2,56.
Per edats la població es repartia de la següent manera: un 18,3% tenia menys de 18 anys, un 3,7% entre 18 i 24, un 24,4% entre 25 i 44, un 35,4% de 45 a 60 i un 18,3% 65 anys o més.
L'edat mediana era de 46 anys. Per cada 100 dones de 18 o més anys hi havia 91,4 homes.
La renda mediana per habitatge era de 23.750 $ i la renda mediana per família de 22.188 $. Els homes tenien una renda mediana de 38.750 $ mentre que les dones 16.875 $. La renda per capita de la població era de 15.224 $. Aproximadament el 10% de les famílies i el 14,4% de la població estaven per davall del llindar de pobresa.

## Poblacions més properes
El següent diagrama mostra les poblacions més properes.